# Киемялишки
Киемялишки (лит. Kiemeliškės, пол. Kiemieliszki) — деревня в Лентварском старостве, в Тракайском районе Вильнюсского уезда Литвы. Располагается в 3 км на западе от Григишек.

## Физико-географическая характеристика
Бо́льшая часть Киемялишек расположена на холмистой местности, откуда открывается красивый вид на озеро Диджюлис, близлежащие деревни (напр. Молувенай и Деделишки) и некоторые районы Вильнюса.

## История
В 2006 году в Киемялишках началось активное строительство новых жилых домов, за счёт чего начало расти население деревни. 

## Население
| 1905                           | 1931 | 1959 | 1970 | 1979 | 1989 | 2001 | 2011 | 2021 |
| ------------------------------ | ---- | ---- | ---- | ---- | ---- | ---- | ---- | ---- |
| 133                            | 179  | 107  | 89   | 68   | 48   | 46   | 38   | 53   |
| Гистограмма динамики населения |      |      |      |      |      |      |      |      |